# Województwo tarnopolskie

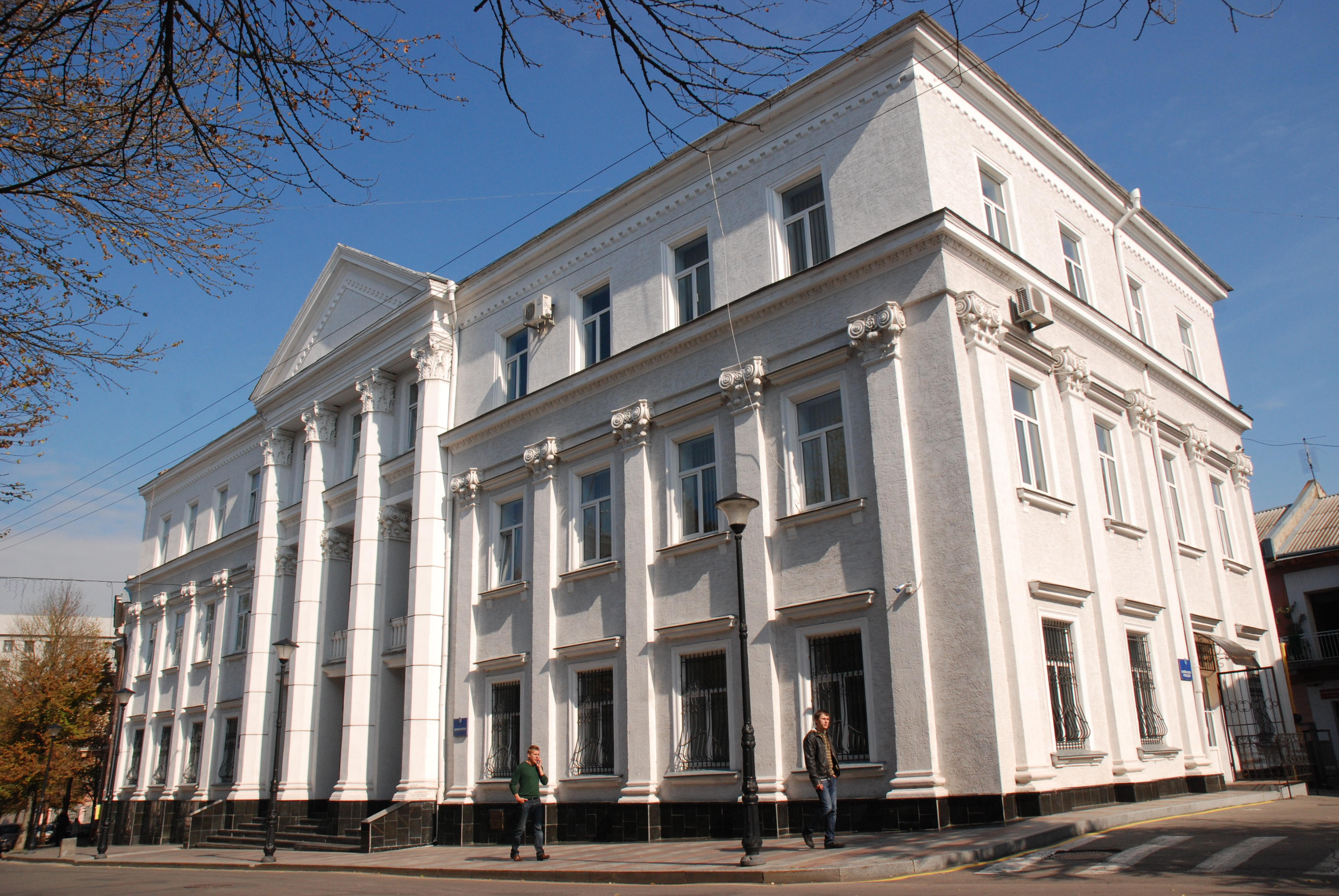
Urząd Wojewódzki Tarnopolski w Tarnopolu (2012)

Województwo tarnopolskie – województwo II Rzeczypospolitej utworzone 23 grudnia 1920 ze stolicą w Tarnopolu. Innymi głównymi miastami województwa były Złoczów, Brody, Brzeżany i Zbaraż.

## Status prawny
26 września 1922 roku Sejm RP uchwalił Ustawę o zasadach powszechnego samorządu wojewódzkiego, a w szczególności województwa lwowskiego, tarnopolskiego i stanisławowskiego, przewidującą dla województwa tarnopolskiego pewną formę autonomii. Ustawa zakładała powołanie 60-osobowego, dwuizbowego sejmiku wojewódzkiego, składającego się z dwóch kurii narodowościowych: polskiej i ukraińskiej (oficjalnie określanej jako ruską), obu liczących po 30 członków. Każda z nich miała obradować osobno, przy czym w sprawach wspólnych, tzn. dotyczących całego województwa, wymagana była zgoda obu kurii. Do kompetencji sejmiku miały należeć sprawy dotyczące wyznań religijnych, oświecenia publicznego (z wyjątkiem szkolnictwa wyższego), dobroczynności publicznej, zdrowia, budownictwa, rolnictwa (z wyjątkiem reformy rolnej i środków służących do popierania rolnictwa), promowania przemysłu i handlu, melioracji, organizacji administracji gmin i powiatów, budżetu województwa i inne przekazane mu przez Sejm RP. Organem wykonawczym sejmiku ustanowiono wydział wojewódzki, składający się z wojewody, zastępcy wojewody, 8 członków wybieranych po połowie przez kurie polską i ukraińską oraz 4 powoływanych przez wojewodę. Wydział wojewódzki miał dzielić się na dwie sekcje narodowościowe, obradujące w trybie przewidzianym dla sejmików. Dziennik Urzędowy województwa miał być publikowany w językach polskim i ukraińskim. Zakazano prowadzenia przez państwo kolonizacji ziemskiej na obszarze województwa, a przy mianowaniu urzędników nakazano uwzględniać, obok wymaganych kwalifikacji, także narodowość kandydatów, tak aby skład personalny urzędów wojewódzkich odpowiadał rzeczywistym potrzebom narodowościowym. Postanowienia tej ustawy nigdy nie zostały wprowadzone w życie. Brak ukraińskiej autonomii na terenie Galicji Wschodniej był sprzeczny z międzynarodowymi zobowiązaniami Polski, takimi jak uchwała Rady Ambasadorów z 15 marca 1923 r. o zatwierdzeniu wschodnich granic Polski.

## Demografia
Ludność województwa liczyła w roku 1921 – 1 428 520, w roku 1931 – 1 600 400 mieszkańców.

### Ludność województwa tarnopolskiego według deklarowanej narodowości 1921
- Ukraińcy[12] – 714 031 (49,98%)[13]
- Polacy[14] – 642 546 (44,98%)
- Żydzi[15] – 68 967 (4,83%) osób
- Niemcy[16] – 2484 osoby.

Według Pierwszego Powszechnego Spisu Ludności z 30 IX 1921.

### Ludność województwa tarnopolskiego według deklarowanego wyznania 1921
- wyznanie greckokatolickie – 847 907 (59,36%)
- wyznanie rzymskokatolickie – 447 810 (31,35%)
- judaizm – 128 965 (9,03%)
- protestantyzm (luteranizm, kalwinizm i inne) – 2825 osób.

Według Pierwszego Powszechnego Spisu Ludności z 30 IX 1921.

### Ludność województwa tarnopolskiego w powiatach według deklarowanego języka ojczystego 1931
| Województwo tarnopolskie |                 |                 |              |             |         |
| Powiat                   | Polacy          | Ukraińcy        | Żydzi        | Niemcy      | Ogółem  |
| borszczowski             | 46 153 (44,69%) | 52 612 (50,94%) | 4302 (4,16%) | 23 (0,02%)  | 103 277 |
| brodzki                  | 32 843 (35,99%) | 50 490 (55,33%) | 7640 (8,37%) | 165 (0,18%) | 91 248  |
| brzeżański               | 48 168 (46,39%) | 51 757 (49,85%) | 3716 (3,58%) | 6 (0,0%)    | 103 824 |
| buczacki                 | 60 523 (43,52%) | 70 336 (50,58%) | 8059 (5,79%) | –           | 139 062 |
| czortkowski              | 36 486 (43,43%) | 40 866 (48,65%) | 6474 (7,71%) | 102 (0,12%) | 84 008  |
| kamionecki               | 41 693 (50,78%) | 35 178 (42,84%) | 4737 (5,83%) | 429 (0,53%) | 82 111  |
| kopyczyniecki            | 38 158 (43,06%) | 45 196 (51,0%)  | 5164 (5,83%) | 37 (0,04%)  | 88 614  |
| podhajecki               | 46 710 (48,83%) | 45 031 (47,07%) | 3464 (3,62%) | 381 (0,4%)  | 95 663  |
| przemyślański            | 52 269 (58,14%) | 32 777 (36,46%) | 4445 (5,0%)  | 367 (0,41%) | 89 908  |
| radziechowski            | 25 427 (36,68%) | 39 970 (57,67%) | 3277 (4,73%) | 583 (0,84%) | 69 313  |
| skałacki                 | 60 091 (67,35%) | 25 369 (28,44%) | 3654 (4,1%)  | 84 (0,09%)  | 89 215  |
| tarnopolski              | 93 874 (66,01%) | 42 374 (29,79%) | 5836 (4,1%)  | 34 (0,02%)  | 142 220 |
| trembowelski             | 50 178 (59,51%) | 30 868 (36,61%) | 3173 (3,76%) | 5 (0,0%)    | 84 321  |
| zaleszczycki             | 27 549 (38,25%) | 41 147 (57,13%) | 3261 (4,53%) | 26 (0,0%)   | 72 021  |
| zbaraski                 | 32 740 (49,92%) | 29 609 (45,15%) | 3142 (4,79%) | 7 (0,0%)    | 65 579  |
| zborowski                | 39 624 (48,67%) | 39 174 (48,12%) | 2522 (3,1%)  | 12 (0,0%)   | 81 413  |
| złoczowski               | 56 628 (47,74%) | 55 381 (46,69%) | 6066 (5,11%) | 405 (0,34%) | 118 609 |
| Ogółem (tys.):           | 789,1 (49,3%)   | 728,1 (45,5%)   | 78,9 (4,93%) | 2,7 (0,17%) | 1 600,4 |

Ogółem
- Polacy – 789,1 tys. (49,3%)
- Ukraińcy – 728,1 tys. (45,5%)
- Żydzi – 78,9 tys. (4,93%)
- Niemcy – 2,7 tys. (0,17%)

Według Drugiego Powszechnego Spisu Ludności z 9 XII 1931 roku

### Ludność województwa tarnopolskiego w powiatach według deklarowanego wyznania 1931
| Województwo tarnopolskie |                   |                  |                 |               |         |
| Powiat                   | rzymskokatolickie | greckokatolickie | judaizm         | protestantyzm | Ogółem  |
| borszczowski             | 28 432 (27,53%)   | 65 248 (63,18%)  | 9353 (9,06%)    | 18 (0,02%)    | 103 277 |
| brodzki                  | 22 521 (24,68%)   | 57 813 (63,36%)  | 10 360 (11,35%) | 254 (0,28%)   | 91 248  |
| brzeżański               | 41 962 (40,42%)   | 54 200 (52,2%)   | 7151 (6,89%)    | 17 (0,02%)    | 103 824 |
| buczacki                 | 51 311 (36,9%)    | 76 995 (55,37%)  | 10 568 (7,6%)   | –             | 139 062 |
| czortkowski              | 33 080 (39,38%)   | 42 781 (50,92%)  | 7845 (9,34%)    | 200 (0,24%)   | 84 008  |
| kamionecki               | 29 828 (36,33%)   | 45 075 (54,9%)   | 6700 (8,26%)    | 400 (0,49%)   | 82 111  |
| kopyczyniecki            | 31 202 (35,21%)   | 49 955 (56,37%)  | 7291 (8,23%)    | 78 (0,09%)    | 88 614  |
| podhajecki               | 38 003 (39,73%)   | 52 613 (55,0%)   | 4786 (5,0%)     | 35 (0,04%)    | 95 663  |
| przemyślański            | 38 475 (42,79%)   | 43 975 (48,91%)  | 6860 (7,72%)    | 452 (0,51%)   | 89 908  |
| radziechowski            | 17 945 (25,89%)   | 42 894 (61,88%)  | 6934 (10,0%)    | 1256 (1,81%)  | 69 313  |
| skałacki                 | 45 631 (51,15%)   | 24 752 (38,95%)  | 8486 (9,51%)    | 228 (0,26%)   | 89 215  |
| tarnopolski              | 63 286 (44,5%)    | 60 870 (42,8%)   | 17 684 (12,43%) | 182 (0,13%)   | 142 220 |
| trembowelski             | 38 979 (46,23%)   | 40 437 (47,96%)  | 4845 (5,75%)    | 9 (0,01%)     | 84 321  |
| zaleszczycki             | 17 917 (24,88%)   | 48 025 (66,68%)  | 5965 (8,28%)    | 32 (0,0%)     | 72 021  |
| zbaraski                 | 24 855 (37,9%)    | 36 235 (55,25%)  | 3997 (6,09%)    | 175 (0,27%)   | 65 579  |
| zborowski                | 26 239 (32,23%)   | 49 507 (60,81%)  | 5056 (6,21%)    | 41 (0,05%)    | 81 413  |
| złoczowski               | 36 937 (31,14%)   | 70 596 (59,52%)  | 10 236 (8,63%)  | 352 (0,30%)   | 118 609 |
| Ogółem (tys.):           | 586,6 (36,65%)    | 871,9 (54,48%)   | 134,1 (8,38%)   | 3,7 (0,23%)   | 1 600,4 |

Ogółem
- wyznanie greckokatolickie – 871 900 (54,48%)
- wyznanie rzymskokatolickie – 586 600 (36,65%)
- judaizm – 134 100 (8,3%)
- protestantyzm (luteranizm, kalwinizm i in.) – 3700 osób.

Według Drugiego Powszechnego Spisu Ludności z 9 XII 1931 roku
Administracja państwowa II Rzeczypospolitej, wbrew oficjalnie głoszonemu stanowisku, za Polaków uważała faktycznie wyłącznie ludność rzymskokatolicką, uznając, że podział wyznaniowy pokrywa się z narodowościowym.

### Struktura demograficzna (1931)[3]
Liczba ludności (dane z 9 grudnia 1931):
|        | Ogółem    | Ogółem | Kobiety | Kobiety | Mężczyźni | Mężczyźni |
| osób   | %         | osób   | %       | osób    | %         |           |
| ------ | --------- | ------ | ------- | ------- | --------- | --------- |
| Ogółem | 1 600 406 | 100    | 834 315 | 52,13   | 766 091   | 47,87     |
| Miasto | 271 784   | 16,98  | 143 715 | 8,98    | 128 069   | 8,00      |
| Wieś   | 1 328 622 | 83,02  | 690 600 | 43,15   | 638 022   | 39,87     |

▶Wieś vs ▶miasto
Ogółem (▶k, ▶m)
Miasto (▶k, ▶m)
Wieś (▶k, ▶m)

## Podział administracyjny
Powierzchnia powiatów według stanu na 1939 r., w przypadku wcześniejszego zniesienia lub zmiany przynależności wojewódzkiej powiatu na ostatni rok istnienia w ramach danego województwa. Liczba ludności na podstawie spisu powszechnego z 1931 r., w przypadku powiatów zniesionych lub przeniesionych przed tą datą, dane ze spisu powszechnego z 1921 r.
| Powiat                  | Powierzchnia (km²) | Liczba mieszkańców | Siedziba (liczba mieszkańców) |
| ----------------------- | ------------------ | ------------------ | ----------------------------- |
| borszczowski            | 1067               | 103 300            | Borszczów (6235)              |
| brodzki                 | 1125               | 91 300             | Brody (12 401)                |
| brzeżański              | 1135               | 103 800            | Brzeżany (11 721)             |
| buczacki                | 1208               | 139 100            | Buczacz (10 274)              |
| czortkowski             | 734                | 84 000             | Czortków (19 215)             |
| husiatyński (do 1925)   | 873                | 85 991             | Husiatyn (2104)               |
| kamionecki              | 1000               | 82 100             | Kamionka Strumiłowa (7935)    |
| kopyczyniecki (od 1925) | 841                | 88 600             | Kopyczyńce (8732)             |
| podhajecki              | 1018               | 95 700             | Podhajce (5743)               |
| przemyślański           | 927                | 89 900             | Przemyślany (5391)            |
| radziechowski           | 1022               | 69 300             | Radziechów (5440)             |
| skałacki                | 876                | 89 200             | Skałat (7223)                 |
| tarnopolski             | 1231               | 142 200            | Tarnopol (35 831)             |
| trembowelski            | 789                | 84 300             | Trembowla (7840)              |
| zaleszczycki            | 684                | 72 000             | Zaleszczyki (4114)            |
| zbaraski                | 740                | 65 600             | Zbaraż (7673)                 |
| zborowski               | 941                | 81 400             | Zborów (5182)                 |
| złoczowski              | 1195               | 118 600            | Złoczów (13 265)              |

## Wojewodowie tarnopolscy w II Rzeczypospolitej
Wojewodowie
- Karol Olpiński 23 kwietnia 1921 – 23 stycznia 1923
- Lucjan Zawistowski 24 lutego 1923 – 16 lutego 1927
- Mikołaj Kwaśniewski 16 lutego 1927 – 28 listopada 1928 (p.o. do 28 grudnia 1927)
- Kazimierz Moszyński 28 listopada 1928 – 10 października 1933
- Artur Maruszewski 21 października 1933 – 15 stycznia 1935 (p.o. do 6 marca 1934)
- Kazimierz Gintowt-Dziewiałtowski 19 stycznia 1935 – 15 lipca 1936 (p.o.)
- Alfred Biłyk 15 lipca 1936 – 16 kwietnia 1937
- Tomasz Malicki 16 kwietnia 1937 – 17 września 1939

Wicewojewodowie
- Hipolit Niepokulczycki (1936–1939)
- Bazyli Rogowski (–1939)

## Miasta i miasteczka

### Synteza

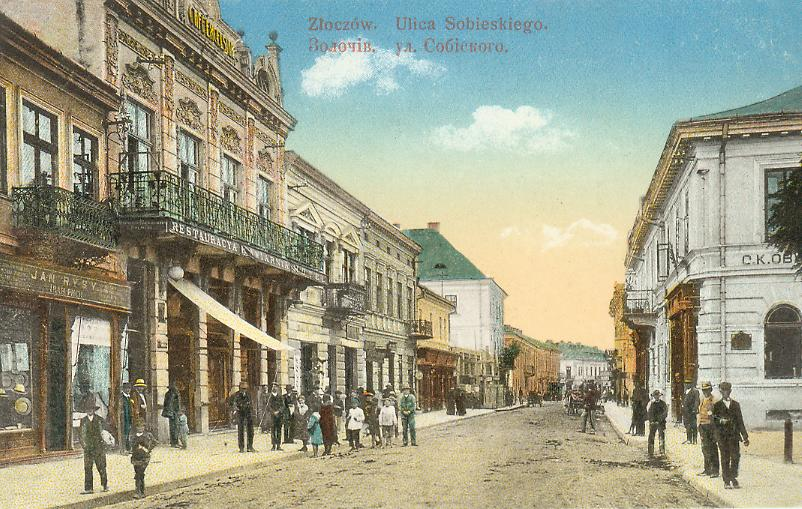
Ulica Sobieskiego w Złoczowie

W latach międzywojennych istniały trzy rodzaje jednostek osadniczych o charakterze topograficznie miejskim: miasto, miasteczko i osada miejska. Na terenie woj. tarnopolskiego występowały dwie formy (miasta i miasteczka).
Określenie miasto miało w latach międzywojennych trojakie znaczenie. Mogło odnosić się wyłącznie do charakteru prawnego miejscowości (a więc typu jednostki administracyjnej), co nie znaczyło automatycznie, że „miasto administracyjne” faktycznie posiadało prawa miejskie. Podstawą zaliczenia danej miejscowości do grupy miast było tzw. kryterium administracyjne, jako najwięcej odpowiadające rozwojowi stosunków i życia. Mimo że większość miast prawnych prawa miejskie posiadała, wiele z nich miało zaledwie prawa miasteczka, a niektóre miasta (np. Nisko w woj. lwowskim) były wręcz wsiami.
Odwrotnie, wiele miasteczek – a więc faktycznie posiadających prawa miasteczka, a nawet prawa miejskie (np. Jezierzany) – było gminami wiejskimi (chodzi tu o gminy jednostkowe sprzed komasacji w gminy zbiorowe w 1934 roku). Jednostki te w ogólnych publikacjach nie są zaliczane do miast (a więc nie wpływają na liczbę miast województwa), co jednak lekceważy fakt posiadania praw miasteczka (poniższa tabela je uwzględnia z zachowaną dystynkcją).
Ponadto niektóre miejscowości posiadały w nazwie wyraz Miasto – pisany wielką literą – mimo braku praw miejskich (np. Narajów Miasto). Wyraz ten stanowił integralną część nazwy miejscowości (choć nie przesądzał bynajmniej jej charakteru topograficznego), aby odróżnić ją od innej (topograficznie wiejskiej) miejscowości o identycznej nazwie w tej samej okolicy (np. Narajów-Wieś).
Miasta prawne galicyjskie (województwa krakowskie, lwowskie, stanisławowskie i tarnopolskie) należały do trzech kategorii:
- miasta o własnym statucie
  - do kategorii tej należały tylko Lwów[24] i Kraków[25]
- miasta rządzące się ustawą z 13 marca 1889 roku[26]
  - miasta należące do tej kategorii posiadały wszystkie przywileje miast (prawa miejskie), z wyjątkiem miasteczka Buczacz
- miasta rządzące się ustawą z 3 lipca 1896 roku[27]
  - miasta należące do tej największej kategorii posiadały najczęściej przywileje a) miasteczek, rzadziej b) miast a czasem wyjątkowo (7 miejscowości) niektóre były c) wsiami

13 lipca 1933 roku weszła w życie ustawa o częściowej zmianie ustroju samorządu terytorialnego, stanowiąca znoszenie miast o liczbie mieszkańców niższej niż 3000 w drodze rozporządzeń Rady Ministrów, a większych miast w drodze ustawodawczej. Ustawa z 3 lipca 1896 roku przestała obowiązywać w ciągu roku od wejścia w życie ustawy (czyli do lipca 1934), przez co miasta i miasteczka rządzące się ustawą z 1896 roku i liczące powyżej 3000 mieszkańców zostały automatycznie podniesione do rangi miast objętych ustawą z 1889 roku. Tak więc 31 miast/miasteczek rządzących się ustawą z 1896 roku i liczących w 1933 roku mniej niż 3000 mieszkańców, a także 8 (9) gmin miejskich będących wsiami (niezależnie od liczby ludności) zostałyby według nowego prawa przekształcone w gminy wiejskie. Jednakże indywidualnymi rozporządzeniami za miasta uznano 20 mniejszych miast oraz wszystkie wsie stanowiące gminy miejskie. Równocześnie do rzędu miast podniesiono także trzy dotychczasowe gminy wiejskie. Na mocy ustawy z 1933 łącznie 12 miejscowości (w tym jedna wieś) utraciło status gmin miejskich.
W poniższej tabeli umieszczono wszystkie miasta i miasteczka województwa tarnopolskiego obu typów z podziałem na charakter prawny (rodzaj jednostki administracyjnej) i przywileje (prawa miejskie/miasteczka).

### Wykaz
Stan ludności: na 30 września 1921 roku (niezależnie od statusu jednostki w 1921 roku)

Główne źródło: Skorowidz miejscowości Rzeczypospolitej Polskiej – Tom XV – Województwo Tarnopolskie, Główny Urząd Statystyczny Rzeczypospolitej Polskiej, Warszawa 1923

Źródła uzupełniające: Dzienniki Ustaw, przedstawione w przypisach
| Herb | Miejscowość         | Charakter prawny | Przywileje | Powiat        | Liczba mieszk. |
| ---- | ------------------- | ---------------- | ---------- | ------------- | -------------- |
|      | Barysz              | Miasto           | Miasteczko | buczacki      | 4747           |
|      | Białobożnica        | Gmina wiejska    | Miasteczko | czortkowski   | 1296           |
|      | Biały Kamień        | Gmina wiejska    | Miasteczko | złoczowski    | 1515           |
|      | Bilcze (Złote)      | Gmina wiejska    | Miasteczko | borszczowski  | 2946           |
|      | Borszczów           | Miasto           | Miasteczko | borszczowski  | 5011           |
|      | Brody               | Miasto           | Miasto     | brodzki       | 10867          |
|      | Brzeżany            | Miasto           | Miasto     | brzeżański    | 10083          |
|      | Buczacz             | Miasto           | Miasteczko | buczacki      | 7517           |
|      | Budzanów            | Miasto           | Miasteczko | trembowelski  | 4548           |
|      | Busk                | Miasto           | Miasto     | kamionecki    | 6148           |
|      | Chołojów            | Gmina wiejska    | Miasteczko | radziechowski | 4151           |
|      | Chorostków          | Gmina wiejska    | Miasteczko | husiatyński   | 6499           |
|      | Czortków            | Miasto           | Miasto     | czortkowski   | 5191           |
|      | Dobrotwór           | Gmina wiejska    | Miasteczko | kamionecki    | 2979           |
|      | Dunajów             | Gmina wiejska    | Miasteczko | przemyślański | 2184           |
|      | Dźwinogród          | Gmina wiejska    | Miasteczko | borszczowski  | 430            |
|      | Gliniany            | Miasto           | Miasteczko | przemyślański | 4355           |
|      | Gołogóry            | Gmina wiejska    | Miasteczko | złoczowski    | 2447           |
|      | Gródek              | Gmina wiejska    | Miasteczko | zaleszczycki  | 923            |
|      | Grzymałów           | Miasto           | Miasteczko | skałacki      | 2748           |
|      | Husiatyn            | Miasto           | Miasto     | husiatyński   | 2104           |
|      | Jagielnica          | Miasto           | Miasteczko | czortkowski   | 2702           |
|      | Janów               | Gmina wiejska    | Miasteczko | trembowelski  | 2292           |
|      | Jazłowiec           | Miasto           | Miasto     | buczacki      | 1982           |
|      | Jezierna            | Gmina wiejska    | Miasteczko | zborowski     | 5578           |
|      | Jezierzany          | Gmina wiejska    | Miasto     | borszczowski  | 2272           |
|      | Kamionka Strumiłowa | Miasto           | Miasto     | kamionecki    | 6518           |
|      | Kopyczyńce          | Miasto           | Miasteczko | husiatyński   | 7923           |
|      | Kozłów              | Gmina wiejska    | Miasteczko | brzeżański    | 4006           |
|      | Kozowa              | Miasto           | Miasteczko | brzeżański    | 4913           |
|      | Krzywcze            | Gmina wiejska    | Miasteczko | borszczowski  | 373            |
|      | Kudryńce            | Gmina wiejska    | Miasteczko | borszczowski  | 1693           |
|      | Leszniów            | Gmina wiejska    | Miasteczko | brodzki       | 1472           |
|      | Łopatyn             | Miasto           | Miasteczko | radziechowski | 3232           |
|      | Markopol            | Gmina wiejska    | Miasteczko | zborowski     | 1111           |
|      | Mielnica            | Gmina wiejska    | Miasto     | borszczowski  | 3730           |
|      | Mikulińce           | Miasto           | Miasto     | tarnopolski   | 3217           |
|      | Monasterzyska       | Miasto           | Miasteczko | buczacki      | 2967           |
|      | Narajów Miasto      | Gmina wiejska    | Miasteczko | brzeżański    | 2989           |
|      | Olesko              | Miasto           | Miasto     | złoczowski    | 3645           |
|      | Podhajce            | Miasto           | Miasteczko | podhajecki    | 4814           |
|      | Podkamień           | Gmina wiejska    | Miasteczko | brodzki       | 2990           |
|      | Podwołoczyska       | Miasto           | Miasteczko | skałacki      | 3670           |
|      | Pomorzany           | Miasto           | Miasto     | zborowski     | 3375           |
|      | Potok Złoty         | Gmina wiejska    | Miasteczko | buczacki      | 3174           |
|      | Probużna            | Gmina wiejska    | Miasteczko | husiatyński   | 3136           |
|      | Przemyślany         | Miasto           | Miasteczko | przemyślański | 4093           |
|      | Radziechów          | Miasto           | Miasteczko | radziechowski | 4384           |
|      | Sasów               | Miasto           | Miasteczko | złoczowski    | 3099           |
|      | Skała               | Miasto           | Miasteczko | borszczowski  | 4017           |
|      | Skałat              | Miasto           | Miasteczko | skałacki      | 5937           |
|      | Sokołówka           | Gmina wiejska    | Miasteczko | złoczowski    | 2569           |
|      | Stanisławczyk       | Gmina wiejska    | Miasteczko | radziechowski | 1153           |
|      | Stojanów            | Gmina wiejska    | Miasteczko | radziechowski | 3129           |
|      | Strusów             | Gmina wiejska    | Miasteczko | trembowelski  | 2412           |
|      | Szczurowice         | Gmina wiejska    | Miasteczko | radziechowski | 1202           |
|      | Świrz               | Gmina wiejska    | Miasteczko | przemyślański | 2293           |
|      | Tarnopol            | Miasto           | Miasto     | tarnopolski   | 30891          |
|      | Tarnoruda           | Gmina wiejska    | Miasteczko | skałacki      | 571            |
|      | Tłuste Miasto       | Gmina wiejska    | Miasteczko | zaleszczycki  | 2629           |
|      | Toporów             | Gmina wiejska    | Miasteczko | radziechowski | 3421           |
|      | Touste              | Gmina wiejska    | Miasteczko | skałacki      | 1498           |
|      | Trembowla           | Miasto           | Miasto     | trembowelski  | 7015           |
|      | Ułaszkowce          | Gmina wiejska    | Miasteczko | czortkowski   | 2037           |
|      | Uście Biskupie      | Gmina wiejska    | Miasteczko | borszczowski  | 1428           |
|      | Uście Zielone       | Gmina wiejska    | Miasteczko | buczacki      | 2255           |
|      | Uścieczko           | Gmina wiejska    | Miasteczko | zaleszczycki  | 1916           |
|      | Witków Nowy         | Gmina wiejska    | Miasteczko | radziechowski | 2176           |
|      | Zaleszczyki         | Miasto           | Miasto     | zaleszczycki  | 4014           |
|      | Załoźce             | Miasto           | Miasteczko | zborowski     | 4773           |
|      | Zarudzie            | Gmina wiejska    | Miasteczko | zbaraski      | 712            |
|      | Zbaraż              | Miasto           | Miasto     | zbaraski      | 8409           |
|      | Zborów              | Miasto           | Miasteczko | zborowski     | 3730           |
|      | Złoczów             | Miasto           | Miasto     | złoczowski    | 11130          |

## Prasa
- Tarnopolski Dziennik Wojewódzki (1921–1939)[64]